# 北方本超空洞
北方本超空洞（Northern Local Supervoid）在天文學上是一個沒有豐富星系團，且被稱為空洞的空間。這是位於室女座（本地）、后髮座、和武仙座超星系團之間，最靠近我們的超級空洞。在天空中，它介於牧夫座、室女座和巨蛇座（頭部）這幾個星座之間。它只包含幾個小星系（主要是螺旋星系 ）和星系團，而絕大部分是空無一物。在空洞內黯淡的小星系將空洞分割成大約是超級空洞十分之三大小的幾個小空洞，中心（大約在15h， +15°）距離我們61 Mpc（199 Mly）遠，最狹窄處的直徑大約是104 Mpc（339 Mly）。

## 外部連結
- The Structure of Supervoids I: Void Hierarchy in the Northern Local Supervoid